# Mercator Research Institute on Global Commons and Climate Change
Das Mercator Research Institute on Global Commons and Climate Change (MCC) forscht und berät zu der Frage, wie frei verfügbare und weltweit wichtige Naturressourcen (z. B. die Atmosphäre und die Meere) gemeinsam zu nutzen und trotzdem zu schützen sind. Ein Hauptthema ist dabei die Vereinbarkeit von Wirtschaftswachstum, nachhaltiger Entwicklung und Klimaschutz. Seit Anfang 2025 ist das MCC Teil des Potsdam-Instituts für Klimafolgenforschung (PIK).

## Organisation
Das Institut mit Sitz auf dem EUREF-Campus in Berlin wurde 2012 von der Stiftung Mercator und dem Potsdam-Institut für Klimafolgenforschung (PIK) gegründet. Das Forscherteam ist interdisziplinär aus den Wirtschafts- und Sozialwissenschaften zusammengesetzt. Im Jahresdurchschnitt 2023 waren am MCC 66 Mitarbeiter beschäftigt. Direktor ist der Klimaökonom Ottmar Edenhofer, Co-Leiter sind die Klimaökonomen Sabine Fuss und Matthias Kalkuhl.

## Tätigkeit
Die Arbeit des MCC gliedert sich in zwei Bereiche: Forschung und Politik-Dialog. Ziel ist es, fächerübergreifend Einsichten zu gewinnen und als Grundlage für Entscheidungen in Politik, Wirtschaft und Zivilgesellschaft zu vermitteln. Den Schwerpunkt hierfür bilden die globalen Gemeinschaftsgüter (d. h. natürliche Ressourcen wie z. B. Atmosphäre, Land, Meere und Wälder) und die Annahme, dass für deren nachhaltige Nutzung eine weltweite Zusammenarbeit unabdingbar ist.
Versteht man beispielsweise die Atmosphäre als globales Gemeinschaftsgut, so wird sie nicht einzig national, lokal oder regional verortet, sondern gehört allen. In diesem Fall benötigt man auch übergeordnete Regeln für alle, damit diese Ressource nicht übernutzt wird (vgl. Tragik der Allmende). Weitere Beispiele hierfür sind die Überfischung der Weltmeere oder die Plünderung von Wildtiervorkommen.
Auch die mangelnde Verfügbarkeit öffentlicher Güter, die Zugang bieten zu Gesundheitsversorgung, Bildung, sauberem Wasser uvm., sogenannte soziale Gemeinschaftsgüter, sind wesentliche Inhalte der Arbeit des MCC.
Basierend auf den wissenschaftlichen Erkenntnissen werden mögliche Lösungen identifiziert, evaluiert und bereitgestellt.
Im August 2020 wurde die damalige MCC-Generalsekretärin Brigitte Knopf in den Expertenrat für Klimafragen (Klimarat) berufen.
Im März 2022 wurde MCC-Direktor Ottmar Edenhofer in den European Scientific Advisory Board on Climate Change (ESABCC) berufen, wo er der Vorsitzende ist.

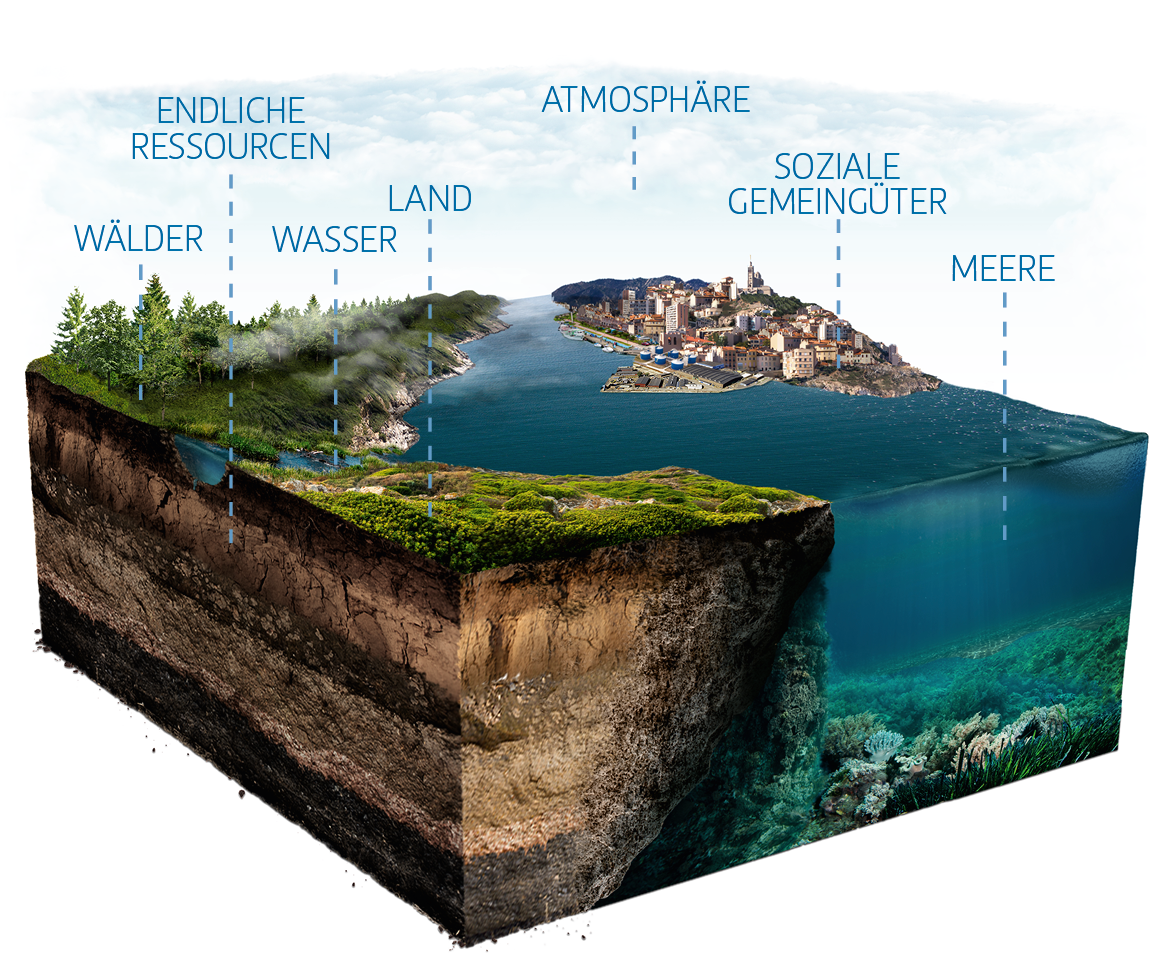
MCC-Definition von Globalen Gemeinschaftsgütern

### Forschung
Die Forschung des MCC ist in sechs Arbeitsgruppen und ein Policy Evaluation Lab unterteilt:
1. Wirtschaftswachstum und menschliche Entwicklung: Diese Arbeitsgruppe untersucht den Zusammenhang zwischen Wirtschaftswachstum, Klimawandel und nachhaltiger Entwicklung mit begrenzten natürlichen Ressourcen.
2. Klimaschutz und Entwicklung: Diese Arbeitsgruppe untersucht das Zusammenspiel zwischen nachhaltigen Entwicklungsprozessen und Klimaschutz. Die Rolle von Strukturwandel steht dabei im Fokus.
3. Landnutzung, Infrastruktur und Transport: Diese Arbeitsgruppe untersucht die Dynamiken von Urbanisierung, Transportsystemen, Bodenrenten und alternativen Formen von Landnutzung.
4. Nachhaltiges Ressourcenmanagement und globaler Wandel: Diese Arbeitsgruppe untersucht Mechanismen und Design von Instrumenten und Lösungsansätzen für nachhaltiges Ressourcenmanagement und Bereitstellung öffentlicher Güter.
5. Governance: Diese Arbeitsgruppe analysiert Optionen der Governance globaler Gemeinschaftsgüter. Im Fokus stehen die für Klimapolitik relevanten Akteure und Institutionen auf verschiedenen Ebenen.
6. Angewandte Nachhaltigkeitsforschung:  Diese Arbeitsgruppe untersucht, wie wissenschaftliche Erkenntnisse für die Klimapolitik zusammengestellt und nutzbar gemacht werden können.

Das Policy Evaluation Lab verbindet moderne Methoden der Kausal- und Wohlfahrtsanalyse mit den neuen Möglichkeiten von Big Data und maschinellem Lernen. Ziel ist es, die Politikgestaltung bei drängenden umweltpolitischen Herausforderungen evidenzbasiert zu unterstützen.
Neben der wissenschaftlichen Forschung steht die politische Beratung im Mittelpunkt der Arbeit des MCC. Ein methodisches Merkmal ist, dass beide Bereiche aufeinander aufbauen und eine Art Kreislauf bilden: Die wissenschaftlichen Forschungsergebnisse bilden die Grundlage der Beratungsarbeit („Politik-Dialog“) und auch die Beratung selbst wird zum Forschungsgegenstand, indem sie kontinuierlich wissenschaftlich evaluiert wird.

### Politik-Dialog
Klimaschutz und nachhaltige Entwicklung sind langfristige und komplex miteinander verwobene Themen. Nutzt man z. B. Biomasse zur Erzeugung „sauberer“ Energie, um die Erderwärmung zu beschränken, kann dies unter Umständen zu einer zunehmenden Entwaldung, Verlust der Artenvielfalt oder steigenden Nahrungsmittelpreisen führen.

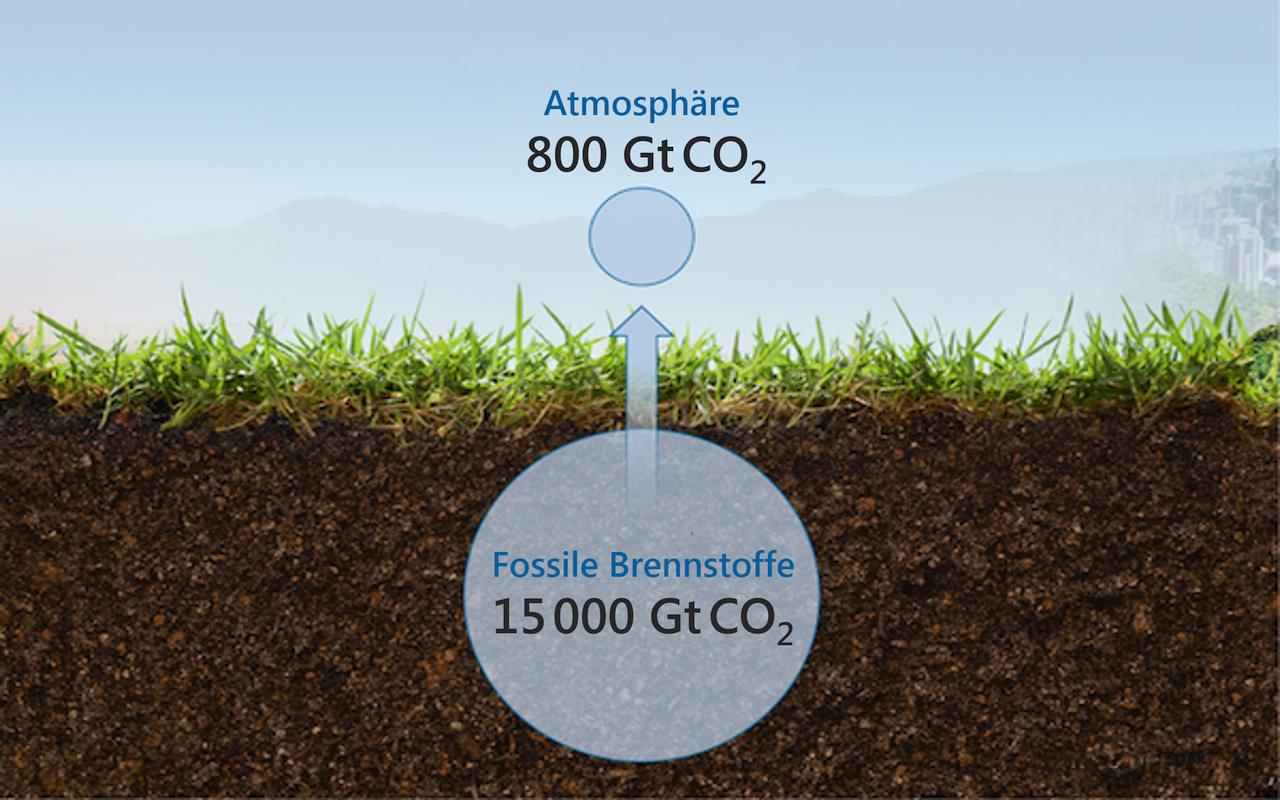
Eine Herausforderung der Klimapolitik: Im Boden sind noch große Mengen fossiler Rohstoffe vorhanden, die überwiegend dort verbleiben müssen, da der Deponieraum für CO_{2} in der Atmosphäre begrenzt ist.

Diese Komplexität möglicher Konsequenzen (klima-)politischen Handelns erfordert sowohl eine vorausschauende, als auch eine internationale Betrachtung. Hierbei kann es Aufgabe der Wissenschaft sein, fundierte Informationsgrundlagen bereitzustellen, ohne Politikentscheidungen vorzugeben. Die Zielgruppen der politischen Beratung des MCC sind z. B. Entscheidungsträger in internationalen Organisationen, Parlamenten und der öffentlichen Verwaltung sowie andere Interessenvertreter bei Unternehmen und Nichtregierungsorganisationen. Eine Querschnittseinheit „Policy Unit“ liefert – auf Grundlage der wissenschaftlichen Expertise und in Zusammenarbeit mit den Arbeitsgruppen des MCC – übergreifende Analysen und Impulse für den öffentlichen Diskurs. Die zentrale Aufgabe ist es, die Schnittstelle des Instituts zu Politik und Gesellschaft strategisch auszurichten und inhaltlich zu gestalten.